# The Old Brig Inn

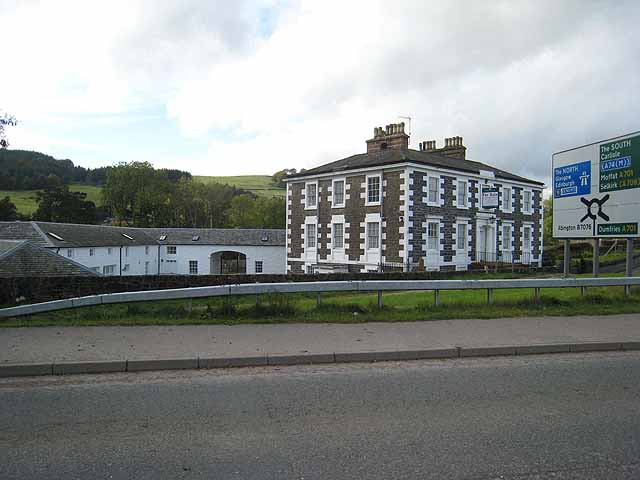
The Old Brig Inn

Das Old Brig Inn ist ein ehemaliges Hotel in der schottischen Ortschaft Beattock in der Council Area Dumfries and Galloway. 1971 wurde das Bauwerk in die schottischen Denkmallisten zunächst in der Kategorie B aufgenommen. Die Hochstufung in die höchste Denkmalkategorie A erfolgte 1988.

## Geschichte
Um eine Wegestation entlang der neugebauten Straße Glasgow–Carlisle zu bieten, ging bei der schottischen Regierung eine Anfrage zur Bereitstellung von 1800 bis 2000 £ ein. Das Gebäude wurde 1821 nach einem Entwurf des Ingenieurs Thomas Telford erbaut. Die Gesamtkosten in Höhe von rund 4500 £ wurden teilweise durch öffentliche Mittel aufgebracht. Es diente sowohl als Gaststätte und Hotel als auch als Pferdewechselstation. Mit dem Bau der Hauptstrecke der Caledonian Railway nach Carlisle in den späten 1840er Jahren verlor das Old Brig Inn an Bedeutung. Nachdem der Betrieb eingestellt werden musste, wurde das Gebäude als Bauernhaus genutzt. Später wurde eine Gaststätte eingerichtet.

## Beschreibung
Das ehemalige Hotel liegt isoliert am Nordrand von Beattock. Es ist von der Ortschaft durch das Evan Water getrennt. Heute liegt es abseits der A701, die an einem Kreisverkehr die Abfahrten der parallel verlaufenden A74(M) aufnimmt.
Die ostexponierte Frontseite des zweistöckigen Hotels ist fünf Achsen weit. Am zentralen Eingangsbereich tragen zwei toskanische Säulen ein abschließendes Gebälk. Darüber ist ein blindes Drillingsfenster eingelassen. Ebenso wie die Fensteröffnungen sind die Gebäudekanten durch Steinquader farblich abgesetzt. Bei den sonstigen Fenstern handelt es sich um zwölfteilige Sprossenfenster. Gurtgesimse und ein Kranzgesims gliedern die Fassaden horizontal. Die drei Achsen weiten Seitenfassaden sind mittig mit Drillingsfenstern gestaltet Das Gebäude schließt mit einem schiefergedeckten Plattformdach mit auffälligen Kaminen.
Das Mauerwerk der zweistöckigen Stallungen bestehen aus Bruchstein mit Natursteineinfassungen. An der Nordseite befindet sich ein weiter Torweg mit gedrücktem Segmentbogen. In den Gebäuden sind auch Remisen für Gespanne untergebracht. Die abschließenden Dächer sind mit Schiefer eingedeckt.